# جنگ‌های ارتداد
جنگ‌های اِرتِداد یا جنگ‌های رِدّه (به عربی: حُروبُ الرِّدّه) مجموعهٔ جنگ‌هایی است که اندکی پس از درگذشت محمد، پیامبر مسلمانان، میان شماری از قبایل از اسلام‌ برگشته عرب و مسلمانان درگرفت. این قبایل که بعضاً از اسلام برگشته بودند در برابر حکومت اسلامی وقت اعلام استقلال کرده و بر ضد آن قیام کردند. این جنگ‌ها در سال‌های ۱۱ تا ۱۳ هجری (۶۳۲ تا ۶۳۳ میلادی)، و در زمان خلافت ابوبکر صورت گرفت.

## معنای لغوی
مقالهٔ اصلی: ارتداد در اسلام
واژهٔ رده اسم است و از مصدر «ردد» مشتق شده. معنای رده و ارتداد در لغت «بازگشت شخص از راهِ رفته» است. رده در فرهنگ اصلاحات اسلامی به معنای برگشت از دین اسلام و بازگشت به کفر است.

## منبع‌شناسی
مقالهٔ اصلی: منبع‌شناسی دوران آغازین اسلام
جنگ‌های رده از دیدگاه تاریخی اهمیت زیادی دارد و داشتن تحلیل درست از این جنگ‌ها در تحلیل فرایند گسترش اسلام در سده نخست هجری و جایگاه خلافت در آغاز آن مهم است. باید توجه داشت که اهمیت موضوع از نظر اعتقادی باعث شده این مبحث به یکی از پیچیده‌ترین مباحث تاریخ صدر اسلام تبدیل شود. ابهام موجود در جریان‌های فکری این جنگ‌ها و سوگیری در ثبت و تفسیر وقایع باعث شده‌است تا در میان منابع تاریخی در مورد فضای اصلی این جنگ‌ها هم اتفاق نظر وجود نداشته باشد.
توصیف گستردگی و نقش قبائل و افراد در شورش‌ها و سرکوب آنها در این وقایع از منظر وجوه قبیله ای و عقیدتی حائز اهمیت شد و به موضوعی برای مفاخره، منازعه و مفاخره بدل شد تا آنجا که بعضی از محققان معاصر کل روایات رده را ساختگی یا همراه با جعل معرفی کرده‌اند یا آنها را نشان از عدم رضایت قبائل از خلافت ابوبکر و طرد جانشینی بنی‌هاشم در جانشینی پیامبر دانسته‌اند.